# Покровский Яр
Покровский Яр — посёлок в Тегульдетском районе Томской области России. Входит в состав Тегульдетского сельского поселения. Население 38 чел. (2021) .

## География
Находится на востоке региона, на границе с Красноярским краем, на реке Четь, при впадении в неё притока Калистратовка.
Климат
Находится на территории, приравненной к районам Крайнего Севера.

## История
В соответствии с Законом Томской области от 9 сентября 2004 года № 197-ОЗ посёлок вошёл в состав образованного муниципального образования Тегульдетское сельское поселение.

## Население
| 1926 | 2002 | 2010 | 2012 | 2013 | 2014 | 2015 | 2021 |
| ---- | ---- | ---- | ---- | ---- | ---- | ---- | ---- |
| 121  | ↘101 | ↘63  | ↗64  | ↘58  | ↗60  | ↘58  | ↘38  |

## Инфраструктура
Лесное хозяйство.
Покровоярская начальная общеобразовательная школа.
Есть мостовой переход через р. Четь.

## Транспорт
Дорога местного значения Тегульдет — Покровский Яр (69Н-81).